# ヨーゼフ・ヴュルムヘラー
ヨーゼフ・"ゼップ"・ヴュルムヘラー（Josef "Sepp" Wurmheller、1917年5月4日 - 1944年6月22日）は、ドイツ空軍の軍人。 少佐。第二次世界大戦で102機を撃墜したエース・パイロットであり、その戦功から柏葉・剣付騎士鉄十字章を追贈された。

## 前半生
1917年5月4日、ドイツ帝国のバイエルン王国ハウスハムで生まれた。シュリールゼーにある叔父の農場で育った後、父親と同じく鉱夫として4年間働いた。彼は若い頃、熱狂的なグライダーパイロットで、1937年にドイツ空軍に入隊した。戦闘機パイロットとしての訓練修了後、1939年に伍長の階級で第53戦闘飛行隊（JG 53）第2飛行中隊に配属された。

## 第二次世界大戦
9月1日、ドイツ軍がポーランドを侵攻し第二次世界大戦が始まった。9月30日、大戦初期のまやかし戦争の期間中にJG 53第I飛行隊の部隊は、ザールブリュッケン付近で英国空軍（RAF）第150飛行隊のフェアリー バトル5機による編隊に遭遇した。ヴュルムヘラーはフェアリー バトル K9283を撃墜し、初戦果を記録した。この機体にはメッツァンからザールブリュッケンまでの航空偵察任務中のウィリアム・マクドナルド空軍少佐が搭乗しており、エキュリー＝シュル＝クールに不時着した。この戦功により10月19日に二級鉄十字章を受章。11月、ヴェルヌヘンの戦闘機パイロット学校の教官となった。

### バトル・オブ・ブリテンと東部戦線
1940年6月、バトル・オブ・ブリテンに間に合うようにJG 53第5飛行中隊に戻った。彼はこの戦いの間、戦闘機と戦闘爆撃機のパイロットとして戦闘任務を務めた。9月28日にスピットファイアを撃墜し、2機撃墜を記録。10月16日、ブリストル ブレニムを撃墜。5機撃墜でエース・パイロットとなり、一級鉄十字章を受章した。ヴュルムヘラーはRAFの戦闘機によって3回撃墜されており、毎回ベイルアウトをしている。3回目は、11月23日午後5時10分ごろで、イギリス海峡上空で搭乗するメッサーシュミット Bf109 E-4（製造番号 5242）を撃墜され、不時着水した。彼はドイツ海軍のSボートによって救助されるまで、4時間半もの間泳がなければならなかった。1941年3月まで入院し、戦闘任務に戻ると5月7日にスピットファイア2機を撃墜し、10機撃墜を達成した。
その後ヴュルムヘラーの部隊は、6月22日に始まったバルバロッサ作戦の準備のために、東部戦線に転戦した。バルバロッサ作戦の期間中、ヴュルムヘラーは南方軍集団に配属された。この作戦戦域で8機のSBと1機のポリカルポフ I-16を撃墜。7月15日、東部戦線での最後の撃墜となる19機目を撃墜した。

### 西部戦線

第2戦闘航空団のエンブレム

7月20日、西部戦線に転戦し、第2戦闘航空団（JG 2）第II飛行隊の参謀に任命された。7月24日、20機撃墜を達成し、8月中にはスピットファイアを10機撃墜した。
8月30日、空軍名誉杯を授与され、9月4日には31機撃墜の功により騎士鉄十字章を受章した。ヴュルムヘラーの古巣の部隊であるJG 53第5飛行中隊は騎士鉄十字章に彼を推薦していたが、JG 2に配属されるまで承認されなかった。同日、第II飛行隊の同僚のパイロットのクルト・ビューリゲン（112機撃墜）も騎士鉄十字章を受章している。
軽傷を負った後、再びヴェルヌヘンの戦闘機パイロット学校の教官となった。1942年5月、最前線に戻ると第1飛行中隊に配属され、5月に10機、6月に11機のスピットファイアを撃墜した。この中には、5月31日に撃墜した4機と、6月5日に撃墜した4機が含まれている。これらの任務のほとんどは、ルドルフ・プランツェが僚機だった。
8月19日、ディエップの戦いでヴュルムヘラーは最も戦果を挙げた。この日、連合軍はドイツ占領下のディエップの攻撃に失敗した。右足にギプスをはめたヴュルムヘラーは、4回の戦闘任務の間にスピットファイア6機とブリストル・ブレニム1機（おそらく誤認されたA-30）を撃墜し、「1日で規定の記録を達成したエース・パイロット（ace in a day）」 の称号を受ける。最初の任務はエンジントラブルのために中止しなければならず、不時着した際に軽い脳震盪を起こした。2回目の任務でスピットファイア2機とブレニム1機を撃墜。3回目の任務でさらにスピットファイア3機を撃墜。 4回目の任務でスピットファイア1機を撃墜し、59機撃墜を記録。8月20日、60機撃墜を達成し、8月21日にドイツ十字章金章を受章した。
1942年10月1日、少尉に昇進した。約150回の戦闘任務で67機撃墜を記録した後、11月14日に柏葉付騎士鉄十字章を受章。ドイツ国防軍で146人目の受章者だった。
8月17日に第8爆撃軍団がルーアンのソットヴィルの操車場を攻撃し、アメリカ陸軍航空軍、特に第8空軍は定期的な戦闘を開始した。1943年1月3日、B-17を4機撃墜。4月1日、第54戦闘航空団（JG 54）第III飛行隊に転属したジークフリート・シュネル大尉の後任で、JG 2第9飛行中隊の中隊長に任命された。5月17日にB-17を撃墜し、70機撃墜を達成した。
9月23日、ヴァンヌのミューコンを爆撃中にフォッケウルフ Fw190 A-6を不時着した際に、爆弾の破片で負傷した。彼は仲間から「ゼップ」と名付けられ、8月1日に中尉に昇進し、11月1日に大尉に昇進した。1944年2月8日、ドイツ本土防空戦でル・トレポール付近で重爆撃機を初めて撃墜した。3月8日、90機撃墜を達成した。

### 飛行隊長と最期
6月6日、連合軍によるノルマンディー上陸作戦の後もさらに撃墜を続けた。6月8日、カーン付近で戦死したヘルベルト・フッペルツ大尉の後任でJG 2第III飛行隊の飛行隊長に任命された。6月12日、P-47を撃墜し、ドイツ空軍で80人目となる100機撃墜を達成。6月16日、生涯最後の撃墜となるP-51を撃墜した。
6月22日、フォッケウルフ Fw 190 A-8に搭乗していたヴュルムヘラーはアランソン付近でアメリカ陸軍航空軍のP-47とカナダ空軍のスピットファイアとの戦闘で僚機のクルト・フランツキーと空中衝突し戦死した。享年27。10月24日、柏葉・剣付騎士鉄十字章を追贈され、少佐に昇進した。
生涯戦績は出撃回数300回以上、撃墜数102機（西部戦線で93機、東部戦線で9機）だった。西部戦線での戦果の内、少なくとも18機が4発爆撃機であり、56機がスピットファイアである。

## 叙勲
- 戦傷章黒章[15]
- ペナント付き黄金空軍前線飛行章[15]
- パイロット兼観測員章[15]
- 鉄十字勲章1939年章
  - 2級（1939年10月19日）[16]
  - 1級（1940年10月16日）[16]
- 空軍名誉杯（1941年8月30日）[1]
- ドイツ十字章金章（1942年8月21日）:第2戦闘航空団第I飛行隊の上級軍曹として[17]
- 柏葉・剣付騎士鉄十字章
  - 騎士鉄十字章（1941年9月4日）：第2戦闘航空団第9飛行中隊のパイロット及び上級軍曹として[18][注釈 2]
  - 柏葉 第146号（1942年11月13日）：第2戦闘航空団第7飛行中隊のパイロット及び少尉として[21][22][注釈 3]
  - 剣 第108号（1944年10月24日）：第2戦闘航空団第III飛行隊の飛行隊長及び大尉として[19][23][注釈 4]